# Tropaeolum adpressum
Tropaeolum adpressum är en krasseväxtart som beskrevs av D. K.Hughes. Tropaeolum adpressum ingår i släktet krassar, och familjen krasseväxter. Inga underarter finns listade i Catalogue of Life.